# Луїс Убінья
Луїс Убінья (ісп. Luis Ubiña, 7 червня 1940, Монтевідео — 17 липня 2013, Монтевідео) — уругвайський футболіст, що грав на позиції захисника. Виступав, зокрема, за клуби «Рампла Хуніорс» та «Насьйональ», а також національну збірну Уругваю.

## Клубна кар'єра
Народився 7 червня 1940 року в місті Монтевідео. Вихованець футбольної школи клубу «Серро». У 1960 році перейшов у «Рампла Хуніорс» і через 4 роки зумів зайняти з цією командою друге місце в чемпіонаті Уругваю — найкращий результат «червоно-зелених» з 1940 року. Однак в «Рампла» було майже нереально боротися з гегемонією «Пеньяроля» і «Насьоналя» в боротьбі за титули, тому в 1969 році Луїс прийняв пропозицію «Насьоналя» і перейшов до табору «триколірних». Разом з командою чотири рази ставав чемпіоном Уругваю (1969, 1970, 1971, 1972). У 1971 році виграв Кубок Лібертадорес та Міжконтинентальний кубок. А наступного року «Насьйональ» виграв Міжамериканський кубок. На Кубку Лібертадорес виводив команду на футбольне поле з капітанською пов'язкою. Завершив професійну кар'єру футболіста виступами за команду «Насьйональ» (Монтевідео) у 1974 році.

## Виступи за збірну
1965 року дебютував у футболці національної збірної Уругваю. У складі збірної був учасником чемпіонату світу 1966 року в Англії та чемпіонату світу 1970 року у Мексиці. На чемпіонаті світу 1970 року Уругвай зайняв 4-е місце (на той час за четверте місце команді вручалися бронзові медалі), провівши всі 6 матчів, зіграних Селесте на турнірі. Виступав у кваліфікаційних турнірах чемпіонату світу 1966, 1970 та 1974 року. Загалом протягом кар'єри у національній команді, яка тривала 9 років, провів у її формі 33 матчі, відзначився 1 голом. Востаннє футболку національної команди одягав 8 липня 1973 року.

## По завершенні кар'єри
У 1974 році Убінья закінчив футбольну кар'єру і тодішньій президента клубу Мігель Рестуччіо перевів його з «Насьйоналя» на іншу роботу в Парк Сентраль. Згодом працював також президентом ісп. Mutual Uruguaya de Futbolers Profesionales та адміністратором Парк Сентраль. В останні роки життя мав проблеми з ногами, спричинені курінням сигар, проживав з дружиною та свекрухою у своєму будинку в Серро, регулярно проводив час у своєму літньому будинку в Санта-Лусія-дель-Есте. Станом на 2011 рік у Луїса було 5 онуків. Помер рано вранці 17 липня 2013 року на 74-му році життя у місті Монтевідео. Похований на кладовищі Серро.

## Досягнення
«Рампла Хуніорс»
- Прімера Дивізіон Уругваю
  -  Срібний призер (1): 1964

«Насьйональ»
- Прімера Дивізіон Уругваю
  -  Чемпіон (4): 1969, 1970, 1971, 1972

- Кубок Лібертадорес
  -  Володар (1): 1971

- Міжконтинентальний кубок
  -  Володар (1): 1971

збірна Уругваю
- Чемпіонат світу
  - 4-те місце (1): 1970